# Подхорани (Њитра)
Подхорани (слч. Podhorany) насељено је мјесто са административним статусом сеоске општине (слч. obec) у округу Њитра, у Њитранском крају, Словачка Република.

## Становништво
| Година:    | 1994. | 2004.    | 2014.   | 2024.   |
| ---------- | ----- | -------- | ------- | ------- |
| Број људи: | 1400  | 1062     | 1095    | 1154    |
| Разлика:   |       | -24,14 % | +3,10 % | +5,38 % |

| Година:    | 2023. | 2024.   |
| ---------- | ----- | ------- |
| Број људи: | 1168  | 1154    |
| Разлика:   |       | -1,19 % |

Према подацима о броју становника из 2011. године насеље је имало 1.076 становника.